# قبار
الكبار أو شفلح أو لصف أو القَبَّار أو الكَبَر أو الشَفَلَّح أو الأَصَف أو الشُّقَّاح هي شجيرة تنتمي للفصيلة القبارية تعيش في حوض البحر الأبيض المتوسط وتنمو على الجدران وفي المناطق المحجرة وعلى جوانب الطرق وعند الشواطئ الصخرية.

## الوصف النباتي

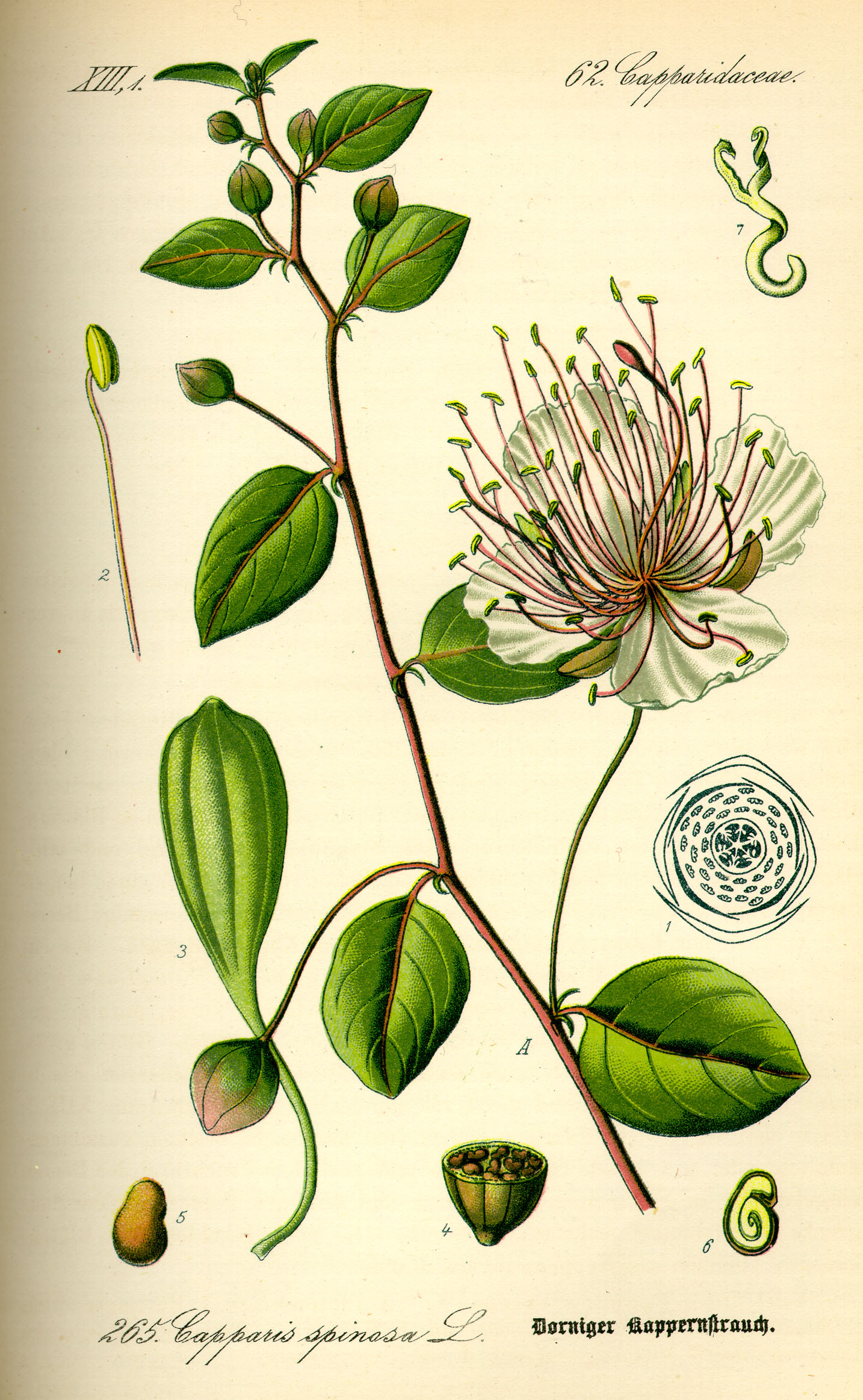
نبات القبار L.

- الشجيرة معمرة، شائكة، خضراء رمادية ذات أفرع عديدة، خشبية زاحفة متسلقة يصل طولها إلى 70 سم.
- الأوراق خضراء شاحبة، لحمية، مدورة.
- الأزهار وردية بيضاء كبيرة تتميز بوجود عدد كبير من الأسدية البارزة ذات اللون البنفسجي الفاتح.
- الثمار كمثرية يتراوح طولها بين - 2.5 - 5 سم ذات لون أخضر داكن وعندما تنضج الثمرة تنشطر كاشفة عن لب أحمر اللون به عدد كبير من البذور.

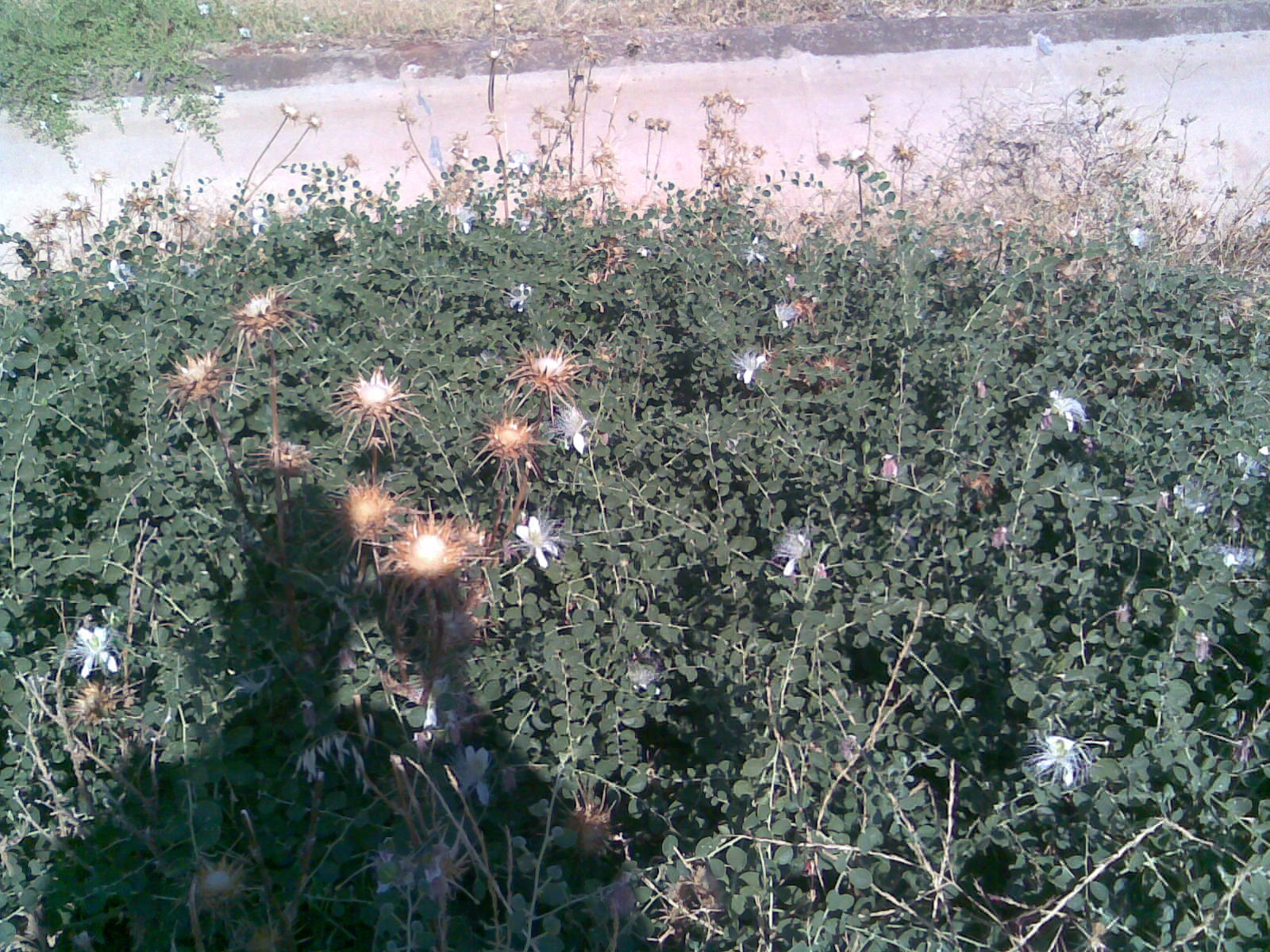
شجيرة قبار L.

## البيئة
ذات مدى بيئي واسع تنمو الشجرة في المناطق الجبلية على المنحدرات وفي المناطق الهامشية وفي الصحاري وفي الترب الصخرية والكلسية والجصية، وهي تتحمل الظروف القاسية.

## التزهير والأثمار

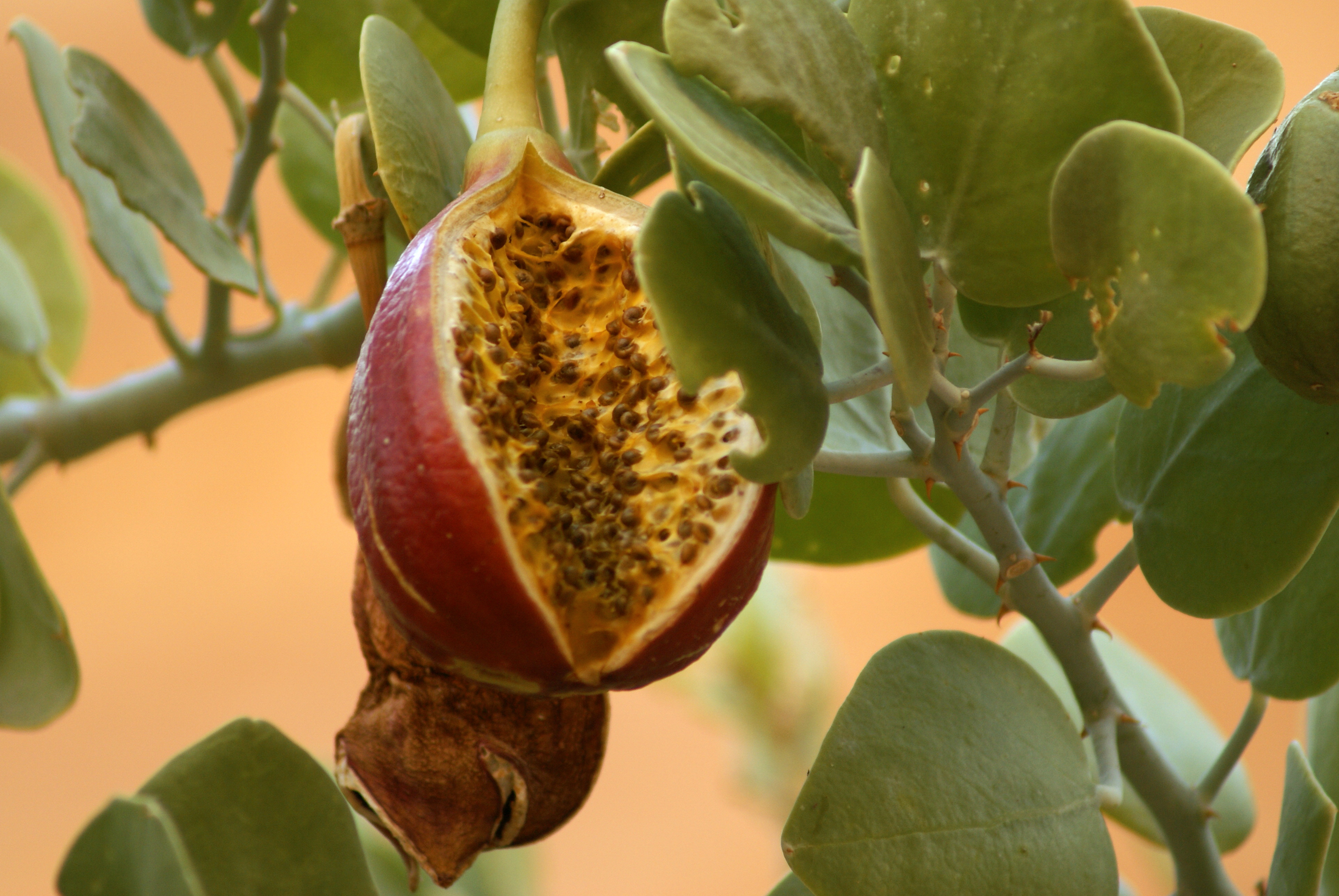
ثمار الكبر

يستمر تشكل الازهار من 15 أيار/مايو حتى 15 أيلول/سبتمبر وتتشكل الثمار باستمرار وتنضج بشكل متتابع تبعاً لوقت عقدها.

## تواجده
ينتشر في حوض البحر المتوسط، وفي جنوب فرنسا وإيطاليا، ويُزرع في المغرب، أما في سوريا يوجد بشكل برِّي ولا سيما في جبال الساحل السوري وينتشر في العراق في الهضبة الغربية في الأنبار خصوصا على ضفاف نهر الفرات في راوة وعنه وهيت والقائم وفي الرمادي أيضا...

## المناطق المنتجة
في أوروبا تعدّ فرنسا وإسبانيا أهم منتجين كما ينتج في المغرب ومعظم منتجات القبار الموجودة في أسواق أوروبا وأميريكا هي مستوردة من المغرب.

## القبار والمطبخ

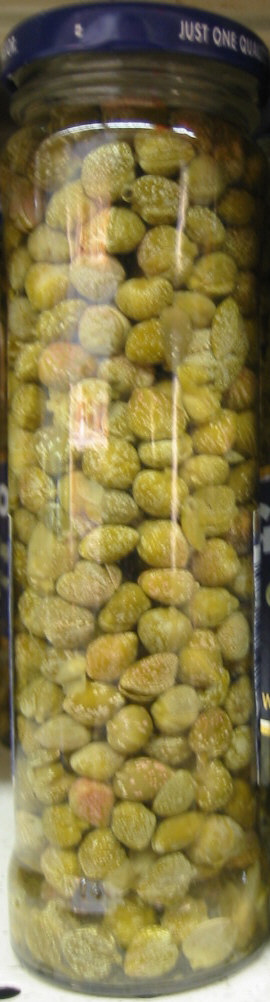
ثمار الكبر مخللة في مرطبان

تعرف النبتة بثمارها التي تستهلك عادة على شكل مخلل. يستخدم الكبر المُملح والمخلل في العديد من مأكولات المطبخ المتوسطي مثل السلطات، الباستا، البيتزا، البريك وغيرها.
البراعم الزهرية الصغيرة تخلل وأيضا الثمار تؤكل كمخلل ويستخدِم اليونانيون الأوراق في السلطات ويعدّ مُنكِّه للطعام والصلصات كالبهار.
أحياناً يؤكل لب ثمارها الكمثرية وطعمه حلو أما القشرة فلا تؤكل، والبذور حارة لاذعة في حالة قضمها ولذا ينصح ببلعها مع اللب .

## عسل القبار "الشفلح
- يزهر القبار في وقت ما يسمى عصة المرعى حيث يندر الرحيق ويعدّ عسل القبار إضافة إلى فوائدة الطبية الكبيرة مقوي جنسي بجدارة.

## الأهمية الطبية
للقبار فوائد طبية مثل استعمال جذوره في علاج بعض الالتهابات المستعصية.

## تحذير
هذه الشجرة مأوى للكثير من الثعابين وذلك لكثافتها لذا يجب الاحتياط قبل قطع الثمار للتأكد من عدم وجود أي ثعبان بداخلها وذلك برمي حجرة أو تحريكها بعصا.

## انظر أيضًا

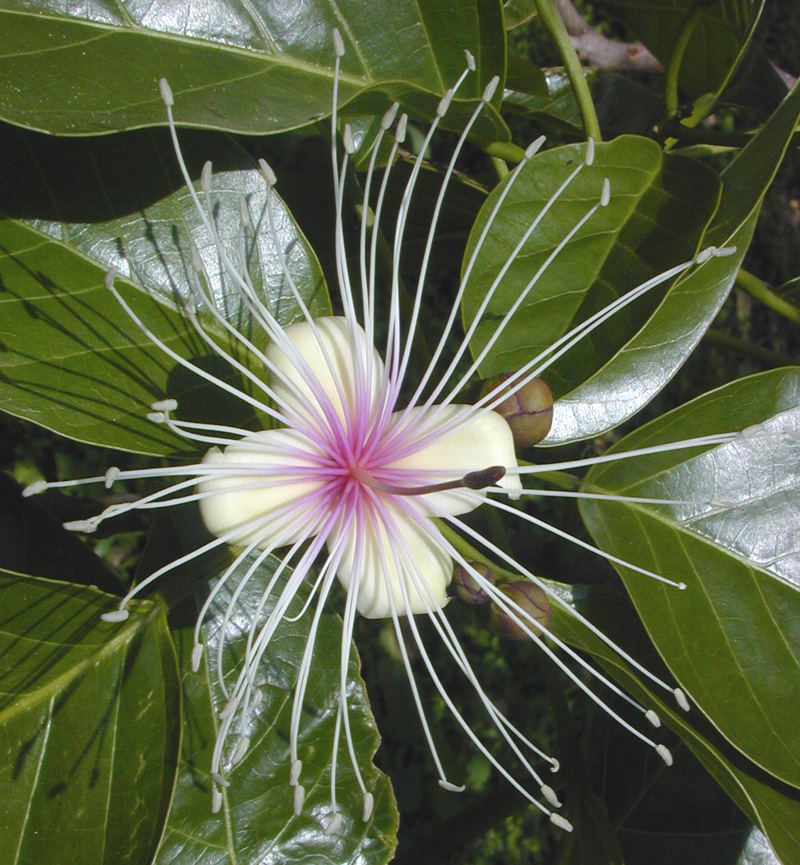
زهرة الكراتيفة المقدسة
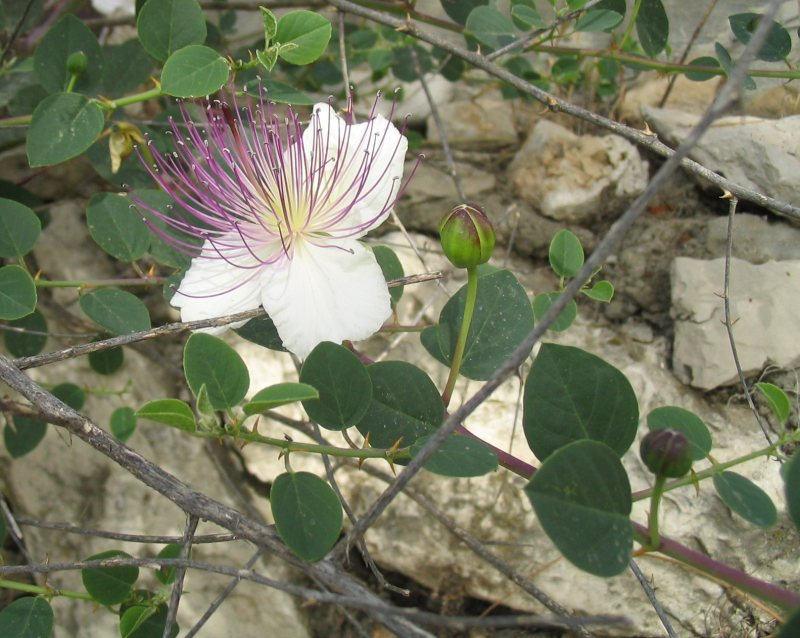
زهرة القبار